# Tinea irrita
Tinea irrita är en fjärilsart som beskrevs av Edward Meyrick 1937. Tinea irrita ingår i släktet Tinea och familjen äkta malar. Inga underarter finns listade i Catalogue of Life.